# Janvier 1895

## Événements
- Débuts de la campagne d’Éthiopie des forces italiennes : après la dénonciation du traité d'Ucciali (1893), l’Italie envoie 30 000 hommes dirigés par Oreste Baratieri, qui progressent vers l’Adoua et jusqu’à l’Enda-Mohoni. Succès italiens à Coatit en janvier et à Adigrat en mars. Le négus Ménélik II mobilise 150 000 hommes.

- 1er janvier : chute du cabinet Sándor Wekerle en Hongrie sur la question du mariage civil.

- 3 janvier : création, en Égypte d'un Conseil d'administration (Majlis al-Idarah) destiné à rendre l'administration de la mosquée et de l'université al-Azhar plus démocratique.

- 5 janvier : le capitaine Alfred Dreyfus est solennellement dégradé dans la cour de l'École militaire.

- 12 janvier : institution au Royaume-Uni du National Trust, permettant de sauvegarder monuments historiques et sites naturels.

- 14 janvier (Hongrie) : début du gouvernement libéral du comte Dezső Bánffy (fin en 1899). Il pratique une politique de répression contre les revendications des minorités, contre le mouvement socialiste agraire, contre le parti social-démocrate et contre le culte de Kossuth, mort à Turin en 1894.

- 17 janvier, France : Félix Faure président de la République, succède à Jean Casimir-Perier, démissionnaire, lâché par les républicains modérés après le tollé provoqué par les lois sur la presse de 1894.

- 20 janvier : le capitaine Georges Destenave signe un traité de protectorat avec le Gourma.
  - Dans les pays Voltaïques, Mossi et Gourma sont occupés par les Français tandis que Britanniques et Allemands soumettent les Dagomba.

- 26 janvier, France : troisième gouvernement Ribot (fin le 28 octobre).

- 29 janvier : en réponse à l’adresse des députés du zemstvo provincial de Tver, Nicolas II de Russie condamne le « rêve insensé » d’une assemblée élue en Russie.

## Naissances
- 7 janvier : Clara Haskil, pianiste suisse d'origine roumaine († 7 décembre 1960).

## Décès
- 4 janvier : Vajirunhis, prince siamois (° 27 juin 1878)
- 6 janvier : Gustav Graef, peintre allemand (° 14 décembre 1821).
- 9 janvier : Aaron Lufkin Dennison, initiateur du American System of Watch Manufacturing, à Birmingham, Royaume-Uni.
- 28 janvier : Camille Lefebvre, instituteur canadien.